# Arabidopsis pedemontana
Espèce
Arabidopsis pedemontana est une espèce de plante à fleurs appartenant à la famille des Brassicacées. 